# Zwartkruinmierpitta
De zwartkruinmierpitta (Pittasoma michleri) is een zangvogel uit de familie Conopophagidae (muggeneters). Deze vogel is genoemd naar de Amerikaanse militair Nathaniel Michler (1827-1881) die de expeditie waarin deze vogel werd ontdekt had begeleid.

## Verspreiding en leefgebied
Deze soort komt voor van Costa Rica tot Colombia en telt twee ondersoorten:
- P. m. zeledoni: Costa Rica en westelijk Panama.
- P. m. michleri: oostelijk Panama en noordwestelijk Colombia.

## Status
De grootte van de populatie is in 2019 geschat op 20.000-50.000 volwassen vogels. Op de Rode lijst van de IUCN heeft deze soort de status niet bedreigd.